# 鎌倉女子大学短期大学部
鎌倉女子大学短期大学部（かまくらじょしだいがくたんきだいがくぶ、英語: Kamakura Women's University Junior College）は、神奈川県鎌倉市大船6-1-3に本部を置く日本の私立大学。1943年創立、1950年大学設置。

## 概観

### 大学全体
- 神奈川県鎌倉市に所在する日本の私立短期大学で、設置主体は学校法人鎌倉女子大学[1]。
- 国内で最初に認可された短期大学149校[注 3]の1校として、1950年に京浜女子短期大学[2]として2学科体制で開学した[3]。
- 学科数は、存廃を含めて昼間部3、夜間部1となっており、現在は昼間部1学科、専攻科1専攻となっている。

### 建学の精神（校訓・理念・学是）
- 鎌倉女子大学短期大学部の教育理念は「感謝と奉仕に生きる人づくり」となっている。

### 教育および研究
- 鎌倉女子大学短期大学部では現在、児童教育者や保育者の養成に力をいれている。かつての初等教育科第二部は。始業時間が午後4時で終業時間が午後8時40分、講義は3コマ。日中、幼稚園で助手をしている人、専業主婦の人、公務員として勤務する人など様々な人々が生涯学習の一環として学んでいた。

### 学風および特色
- 鎌倉女子大学短期大学部は、大学の学部にある学科と連動性が高いものが設置されている関係上、短大卒業後その大学へ編入学する学生も多い。

## 沿革
- 1943年
  - 4月 京浜女子家政理学専門学校が開校する[4]。
- 1949年
  - 10月 文部省[注釈 1]に短期大学[注 4]の設置認可に関する申請を行う[注 5]。なお、学科・専攻は以下の通りとなっている[注 6]。
    - 家政学科 入学定員40名
    - 保健学科 入学定員40名
- 1950年
  - 3月14日 左記を以て短期大学の設置が文部省[注釈 1]より認可される[注 7]。
  - 4月1日 左記を以て京浜女子短期大学が以下の学科体制にて開学する[注 8]。
    - 家政学科 入学定員40名
    - 保健学科 入学定員40名
- 1951年
  - 3月7日 学校法人堀井学園が成立する[15]。
- 1954年
  - 5月1日 学生数[16]/定員
    - 家政科 110[注釈 2]/80
    - 保健科 97[注釈 2]/80
- 1956年
  - 3月31日 専攻科の設置が認められ、以下の課程を設ける[17]。
    - 食物専攻[注釈 3]
    - 保健専攻[注釈 3]

  - 4月1日 以下の学科については、この年度で学生募集を最終とする[注 9]。
    - 保健科[注 10]。
- 1957年
  - 4月1日 この年度における出来事を以下、列挙する[19]。
    - 以下の学科を増設する。
      - 初等教育科 入学定員50名

    - 家政科の入学定員を40→100に増員。
- 1958年
  - 4月1日 家政科の入学定員を100→50に減員[注 11]。
  - 5月1日 学生数[21]/定員
    - 家政科 117[注釈 2]/150
    - 初等教育科 60[注釈 2]/100
- 1959年
  - 4月1日 京浜女子大学短期大学部（けいひんじょしだいがくたんきだいがくぶ）と改称[18]。
  - 5月1日 学生数[22]/定員
    - 家政科 92[注釈 2]/100
    - 初等教育科 70[注釈 2]/100
- 1961年
  - 4月1日 家政科の入学定員を50→100に増員[23]。
  - 5月1日 学生数[24]/定員
    - 家政科 142[注釈 2]/150
    - 初等教育科 90[注釈 2]/100
- 1962年
  - 4月1日 初等教育科に第二部を増設し、以下の体制をとる[25]。
    - 初等教育科
      - 第一部[注釈 4]
      - 第二部[注釈 4]

  - 5月1日 学生数[26]/定員
    - 家政科 202[注釈 2]/200
    - 初等教育科 
      - 第一部 94[注釈 2]/100
      - 第二部 22[注釈 2]/50
- 1963年
  - 5月1日 学生数[27]/定員
    - 家政科 231[注釈 2]/200
    - 初等教育科 
      - 第一部 92[注釈 2]/100
      - 第二部 26[注釈 2]/100
- 1966年
  - 4月1日 初等教育科第一部の入学定員を50→100に増員[注 12]。
  - 5月1日 学生数[31]/定員
    - 家政科 300[注釈 2]/200
    - 初等教育科 
      - 第一部 303[注釈 2]/150
      - 第二部 66[注釈 2]/100
- 1967年
  - 5月1日 学生数[32]/定員
    - 家政科 297[注釈 2]/200
    - 初等教育科 
      - 第一部 402[注釈 2]/200
      - 第二部 73[注釈 2]/100
- 1976年
  - 4月1日 初等教育科の入学定員を100→200に増員[注 13]。
  - 5月1日 学生数[36]/定員
    - 家政科 212[注釈 2]/200
    - 初等教育科 
      - 第一部 468[注釈 2]/300
      - 第二部 143[注釈 2]/100
- 1977年
  - 5月1日 学生数[37]/定員 
    - 家政科 222[注釈 2]/200
    - 初等教育科 
      - 第一部 478[注釈 2]/400
      - 第二部 110[注釈 2]/100
- 1985年
  - 5月1日 学生数[38]/定員
    - 家政科 255[注釈 2]/200
    - 初等教育科 
      - 第一部 523[注釈 2]/400
      - 第二部 77[注釈 2]/100
- 1986年
  - 5月1日 学生数[39]/定員
    - 家政科 285[注釈 2]/200
    - 初等教育科 
      - 第一部 525[注釈 2]/400
      - 第二部 76[注釈 2]/100
- 1987年
  - 5月1日 学生数[40]/定員
    - 家政科 322[注釈 2]/200
    - 初等教育科 
      - 第一部 511[注釈 2]/400
      - 第二部 77[注釈 2]/100
- 1989年
  - 4月1日 鎌倉女子大学短期大学部と改称[注 14]。
- 1992年
  - 5月1日 学生数[注 15]/定員
    - 家政科 339[注釈 2]/200
    - 初等教育科 
      - 第一部 519[注釈 2]/400
      - 第二部 81[注釈 2]/100
- 1999年
  - 5月1日 学生数[45]/定員
    - 家政科 253[注釈 2]/200
    - 初等教育科 
      - 第一部 494[注釈 2]/400
      - 第二部 69[注釈 2]/100
- 2001年
  - 4月1日 専攻科の設置が認められ、以下の課程を設ける[注 16]。
    - 家政専攻 入学定員Ｘ名
    - 初等教育専攻 入学定員20名
- 2002年
  - 4月1日 以下の学科については、この年度で学生募集を最終とする[注 17]。
    - 家政科[注 18]。
- 2004年
  - 4月1日 以下の学科については、この年度で学生募集を最終とする[注 19]。
    - 初等教育科第二部[注 20]。
- 2014年
  - 1月 平成26年度大学入試センター試験参加短期大学の1校となる[55]。
- 2015年
  - 1月 平成27年度大学入試センター試験参加短期大学の1校となる[56]。
- 2016年
  - 1月 平成28年度大学入試センター試験参加短期大学の1校となる[57]。
- 2025年
  - 4月1日 以下の課程が開設することが決定している[注 21]。
    - 初等教育学科通信教育課程[注釈 5]

## 基礎データ

### 所在地
- 神奈川県鎌倉市大船6-1-3

### 交通アクセス
- JR東海道本線・根岸線大船下車。

### 象徴
- 鎌倉女子大学短期大学部のカレッジマークは鏡をイメージしており、その周囲には放射線状に8本の剣と勾玉が飾られたものとなっている。これは、「己を写す鏡」（徳育）・「己を鍛える剣」（体育）・「己を磨く勾玉」（知育）を意味する。ホームページほか右記資料も参照のこと[注 22]。

## 教育および研究

### 組織

#### 学科
- 初等教育学科 
  - 通学課程 入学定員200名[1]
  - 通信教育課程[注釈 5]

##### 学科の変遷
- 保健科 入学定員40名[注 23]
- 家政科 入学定員100名[注 24]
- 初等教育学科
  - 第一部→初等教育学科通学課程に当たる。
  - 第二部 入学定員50名[注 25]

#### 専攻科
- 初等教育専攻 入学定員20名[1]

##### 過去にあった専攻課程
- 家政専攻 入学定員Ｘ名
- 食物専攻[注釈 6]
- 保健専攻[注釈 6]

#### 別科
- なし

##### 取得資格について
- 初等教育学科では、小学校教諭二種免許状と幼稚園教諭二種免許状・保育士資格が取得できる[注 26]。
- かつての家政科では中学校教諭二種免許状（家庭・保健）と栄養士資格が取得できる課程があった[64]。
- かつての保健科では、中学校教諭二級免許状（保健）が設置されていた[72]。
- 開学当初は、高等学校教諭仮免許状も併設[注 27]。

### 研究
- 『湘南生物研究会誌』[75]

## 学生生活

### 部活動・クラブ活動・サークル活動
- 鎌倉女子大学短期大学部のクラブ活動
  - 体育系：薙刀・テニス・水泳・卓球・バレーボール・バスケットボール・チアリーダー・剣道部・バドミントンほか
  - 文化系：合唱・児童・絵画・囲碁・将棋・茶道・マンドリン・バンド・演劇ほか。

### 学園祭
- 鎌倉女子大学短期大学部の学園祭は「みどり祭」と呼ばれ毎年、11月に行われている。

## 大学関係者と組織

### 大学関係者一覧

#### 大学関係者
- 松本生太：初代学長
- 松本紀子：元学長
- 福井一光：現学長

## 施設

### キャンパス
- ほぼ全て、大学とキャンパスを共同使用している。

## 対外関係

### 系列校
- 鎌倉女子大学（女子校）
- 鎌倉女子大学中等部・高等部（女子校）
- 鎌倉女子大学初等部（共学）
- 鎌倉女子大学幼稚部（共学）

## 卒業後の進路について

### 編入学・進学実績
- 系列の鎌倉女子大学への編入学が多い。